# Marchfløjte
Marchfløjten er en fløjte som ligner en piccolofløjte og en tværfløjte. Man bruger den meget i et tambourkorps i gardeorkestre.
| Musik | Spire Denne musikartikel er en spire som bør udbygges. Du er velkommen til at hjælpe Wikipedia ved at udvide den. |